# Raffael

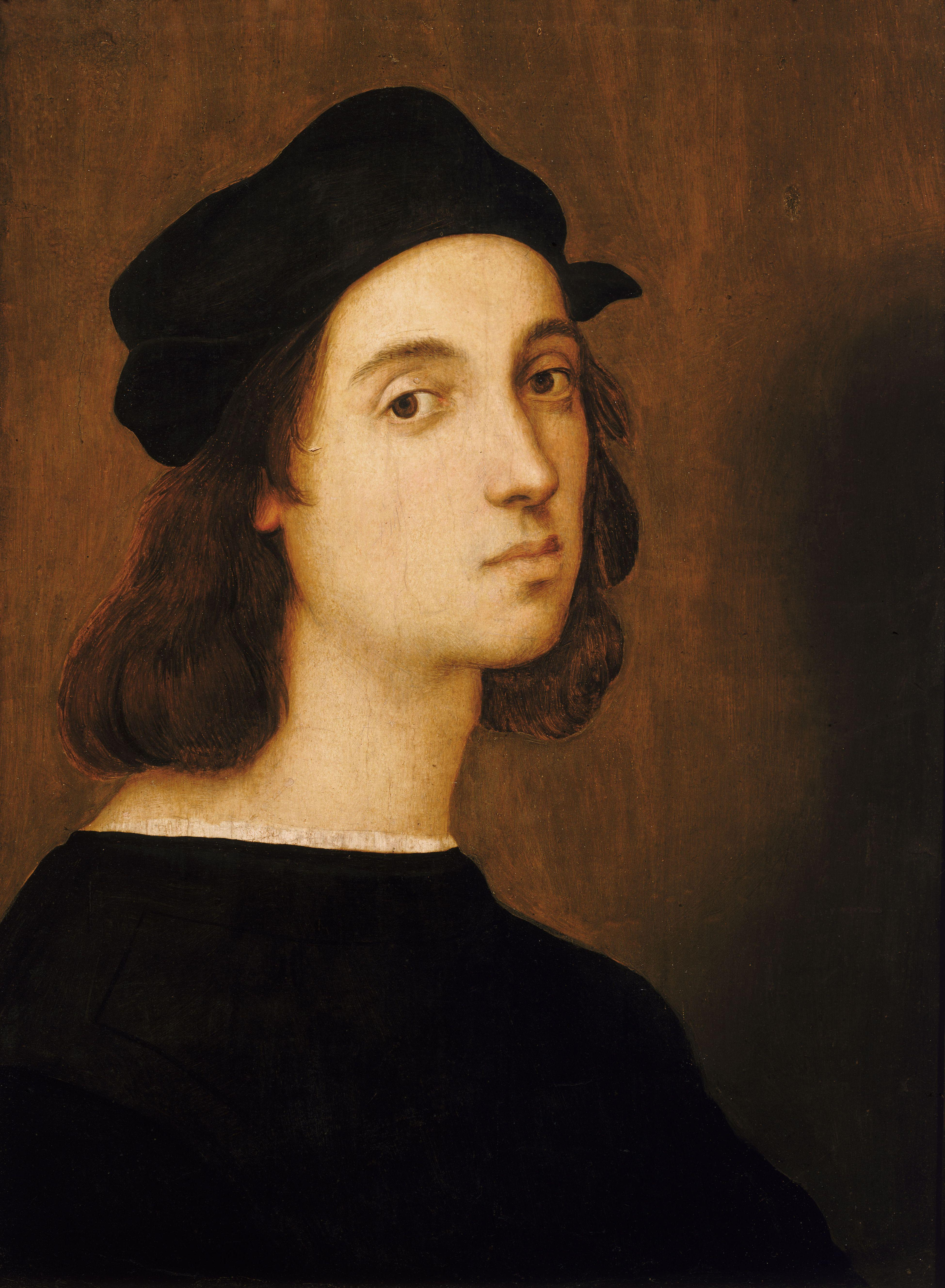
Selbstporträt Raffaels, 1506, Palazzo Pitti

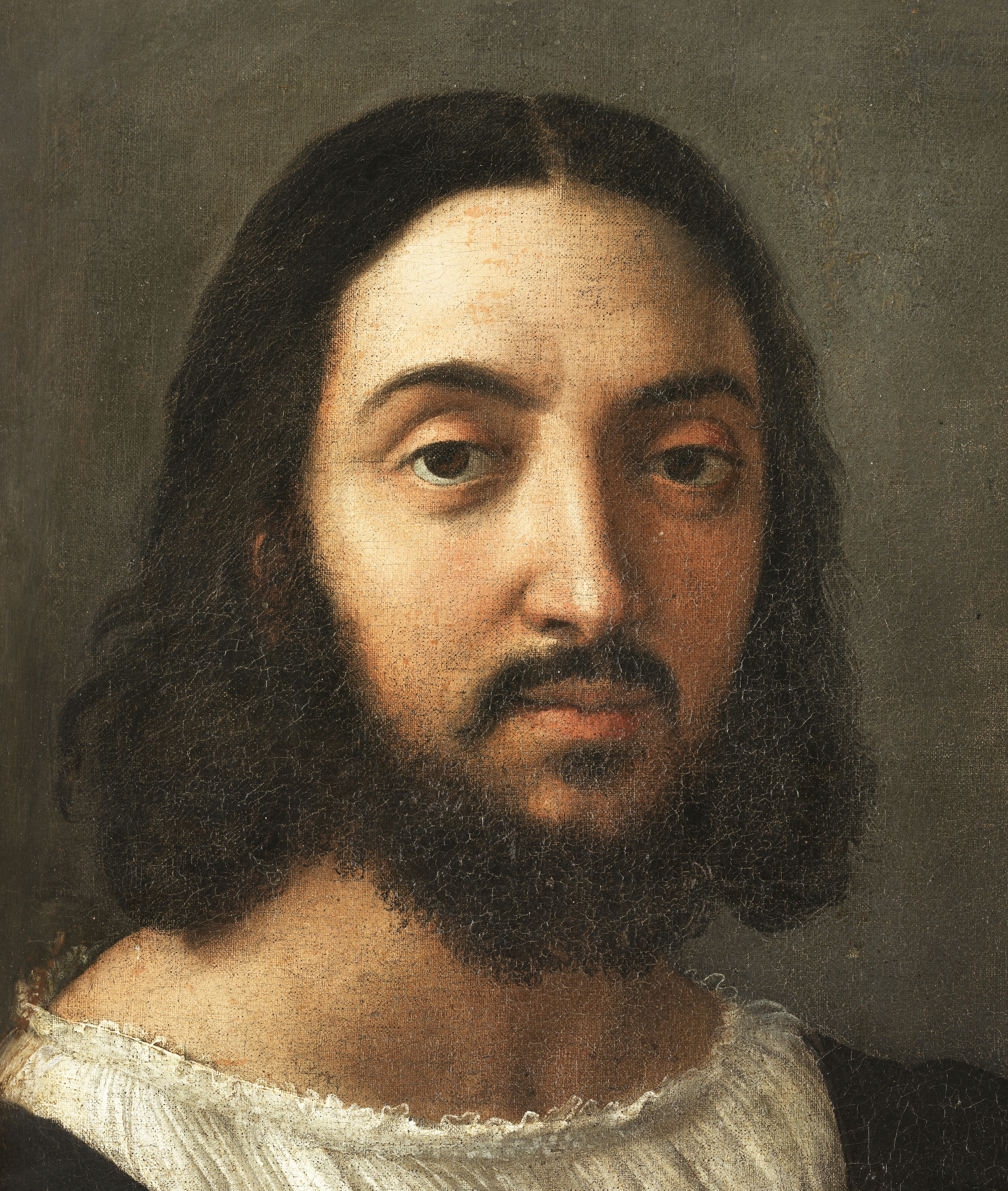
Selbstbildnis, Detail aus Selbstporträt mit einem Freund, 1519, Louvre

Raffaello Sanzio da Urbino, auch Raffael da Urbino, Raffaello Santi [rafːaˈɛlːo ˈsanti], Raffaello Sanzio [ˈsantsi̯o] oder kurz Raffael (* 6. April oder 28. März 1483 in Urbino; † 6. April 1520 in Rom) war ein italienischer Maler und Architekt. Er gilt als einer der bedeutendsten Künstler der italienischen Hochrenaissance.
Raffael erlangte vor allem als Maler für seine harmonischen und ausgewogenen Kompositionen und lieblichen Madonnenbilder Berühmtheit. Zu Lebzeiten genoss er das Privileg, nur unter seinem Vornamen bekannt zu sein, und noch heute kennen die wenigsten seinen Nachnamen. Bis weit in das 19. Jahrhundert hinein galt er als der größte Maler aller Zeiten. Neben seiner Laufbahn als Maler in Florenz und am päpstlichen Hof in Rom wurde er auch Bauleiter des Petersdoms und Aufseher über die römischen Antiken.

## Leben

### Kindheit
Die Geburt im Jahr 1483 wird für den 28. März oder 6. April angenommen. Diese Annahme geht auf die 1550 veröffentlichten Künstlerbiografien oder Vite Giorgio Vasaris zurück, der schrieb, dass Raffael am Karfreitag, dem 6. April 1520, starb, „an dem Tag, an dem er geboren worden ist“: Wegen dieser unklaren Formulierung ist umstritten, ob Vasari den Karfreitag meinte (der im Jahr 1483 auf den 28. März fiel), oder den 6. April. Generell sind viele von Vasaris Angaben ungenau und von der modernen Forschung korrigiert worden, auch das genaue Datum von Raffaels Geburt gilt somit als nicht gesichert. Unumstritten ist hingegen, dass Raffaels Eltern der Goldschmied und spätere Maler Giovanni Santi und Magia Ciarla waren.

### Lebensgeschichte
1491 verlor Raffael im Alter von acht Jahren seine Mutter. Der Vater starb 1494 und soll dem jungen Raffael zuvor die erste Malereiausbildung gegeben haben. Nach Vasari war Raffael beim Tod seines Vaters erst elfjährig verwaist. Um 1500, vielleicht aber schon 1494, ging der junge Raffael nach Perugia und trat als Schüler in die Werkstatt von Pietro Vanucci (genannt Perugino) ein. Dort gelang es ihm, sich so weit an den Stil Peruginos anzunähern, dass eine Unterscheidung der Werke oft nur mit Mühe gelingt. Sein malerisches Können war schon in jungen Jahren so ausgeprägt, dass Raffael bereits 1500, also im Alter von 17 Jahren, in dem ältesten seiner uns überlieferten Verträge, einer Abmachung über ein Altarwerk in Città di Castello, magister (Meister) genannt wurde.

### Frühe Meisterschaft

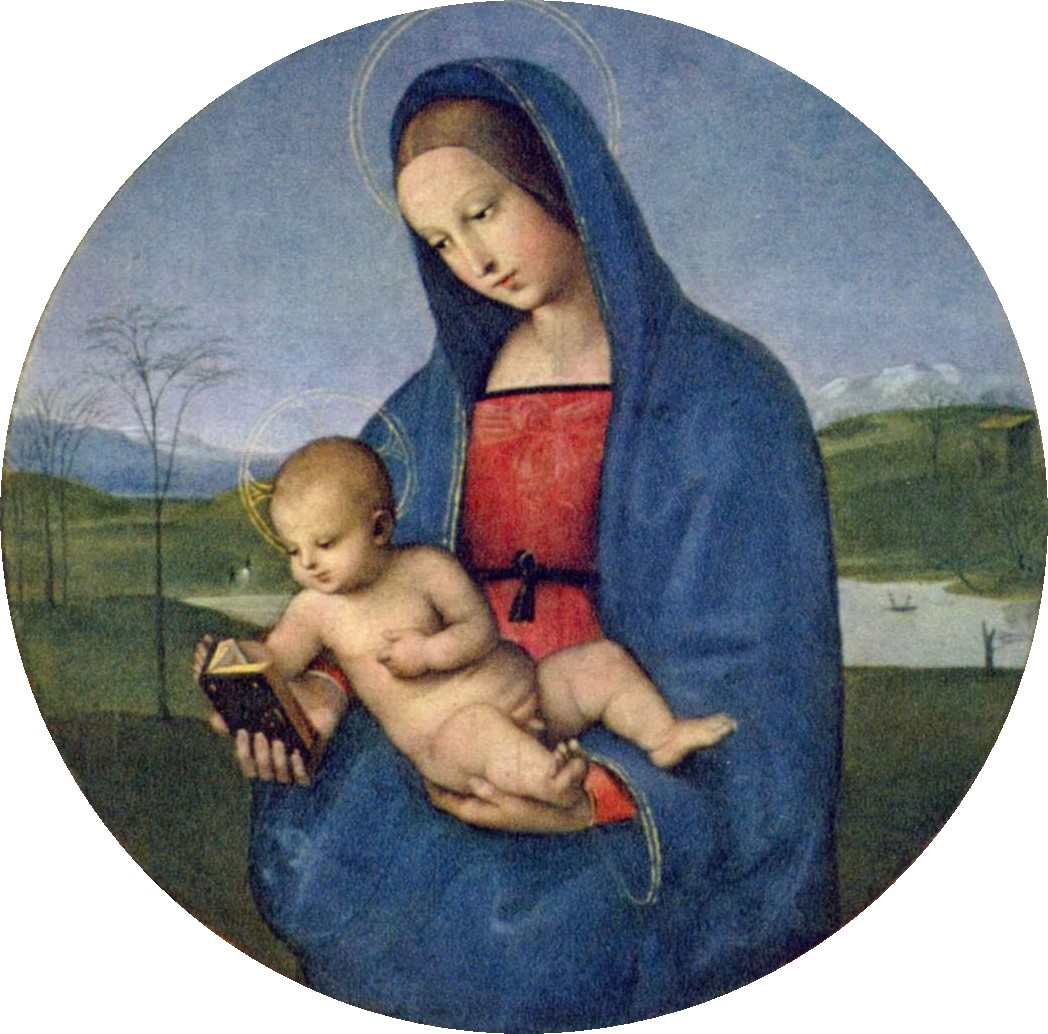
Madonna Connestabile (1502–1504), Eremitage St. Petersburg

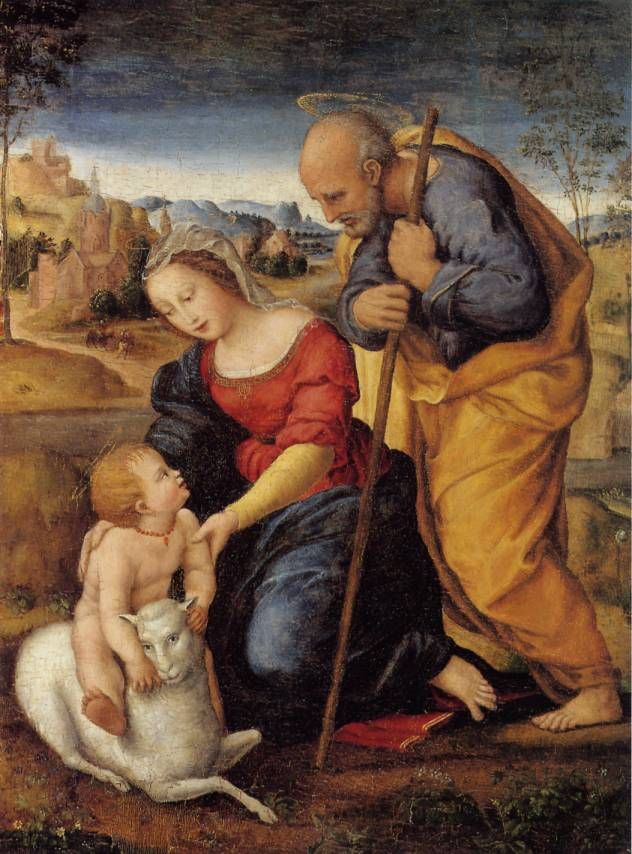
Die Heilige Familie mit dem Lamm (1504), Privatbesitz

Sein erstes dokumentiertes Werk war das Baronci-Altarbild für die Kirche des Heiligen Nikolaus von Tolentino in Città di Castello, einer Stadt auf halber Strecke zwischen Perugia und Urbino. Raffael erhielt den Auftrag am 10. Dezember 1500 gemeinsam mit Evangelista da Pian di Meleto, der für Raffaels Vater Giovanni Santi gearbeitet hatte. Das Altarbild wurde im September 1501 fertiggestellt. Bei einem Erdbeben im Jahr 1789 wurde das Werk schwer beschädigt, heute sind nur noch einige Fragmente der Haupttafel, zwei Predellentafeln und eine vorbereitende Zeichnung erhalten.
Um 1502/1503 vollendete Raffael sein erstes großes eigenständiges Gemälde: die Londoner Kreuzigung. Auf diesem Bild betrauern Maria, der hl. Hieronymus, Johannes und Maria Magdalena den von zwei Engeln flankierten Gekreuzigten. Etwa zur gleichen Zeit malte der Künstler für die Kirche San Francesco in Perugia Die Krönung Mariä (heute Rom, Pinacoteca Vaticana). Beide Kompositionen lehnen sich eng an Bilder von Raffaels Lehrer Perugino an, sind in eine irdische und eine himmlische Zone gegliedert und werden von geometrischen Grundformen, vor allem Kreisen, beherrscht.
1504 vollendete Raffael für die Kirche San Francesco in Città di Castello sein frühes Meisterwerk Die Vermählung der Maria (heute Mailand, Pinacoteca di Brera). Mit diesem Gemälde, das nicht mehr durch ein Übereinander von Zonen, sondern durch eine deutliche perspektivische Tiefenstaffelung gekennzeichnet ist, übertraf er seinen Lehrer Perugino, der zur selben Zeit ebenfalls eine Vermählung Mariä malte.
Noch im selben Jahr ging der junge Meister mit einem Empfehlungsschreiben des urbinischen Hofes nach Florenz, wo bereits Michelangelo und Leonardo da Vinci Berühmtheit erlangt hatten. Ihre Meisterwerke, wie auch die Bilder von Masaccio und Fra Bartolommeo, übten einen bedeutenden Einfluss auf Raffaels weitere künstlerische Entwicklung aus. Dort erhielt der Maler zahlreiche Aufträge von Florentinern. Besonders seine Madonnenbilder waren hoch geschätzt. 1505 kehrte er nach Perugia zurück.
Da eine weitere Vervollkommnung in der Malkunst, nach der er strebte, in Perugia nicht möglich war, zog es ihn 1506 zum zweiten Mal nach Florenz, um seine Studien der älteren Meister fortzusetzen. Hier malte er weitere Madonnenbilder, etwa die Wiener Madonna im Grünen (1506), aber auch einige Porträts. Insbesondere an Fra Bartolommeo orientierte er sich beim Aufbau seiner Gruppengemälde. Von ihm lernte er auch jene Bewegtheit bei aller strengen Symmetrie, wie sie sich zum Beispiel in seinen Madonnenbildern ausdrückt. Vorübergehend besuchte er von Florenz aus Bologna und Urbino.

### Maler in Rom

Baldassare Castiglione, 1514–1515, Louvre, Paris

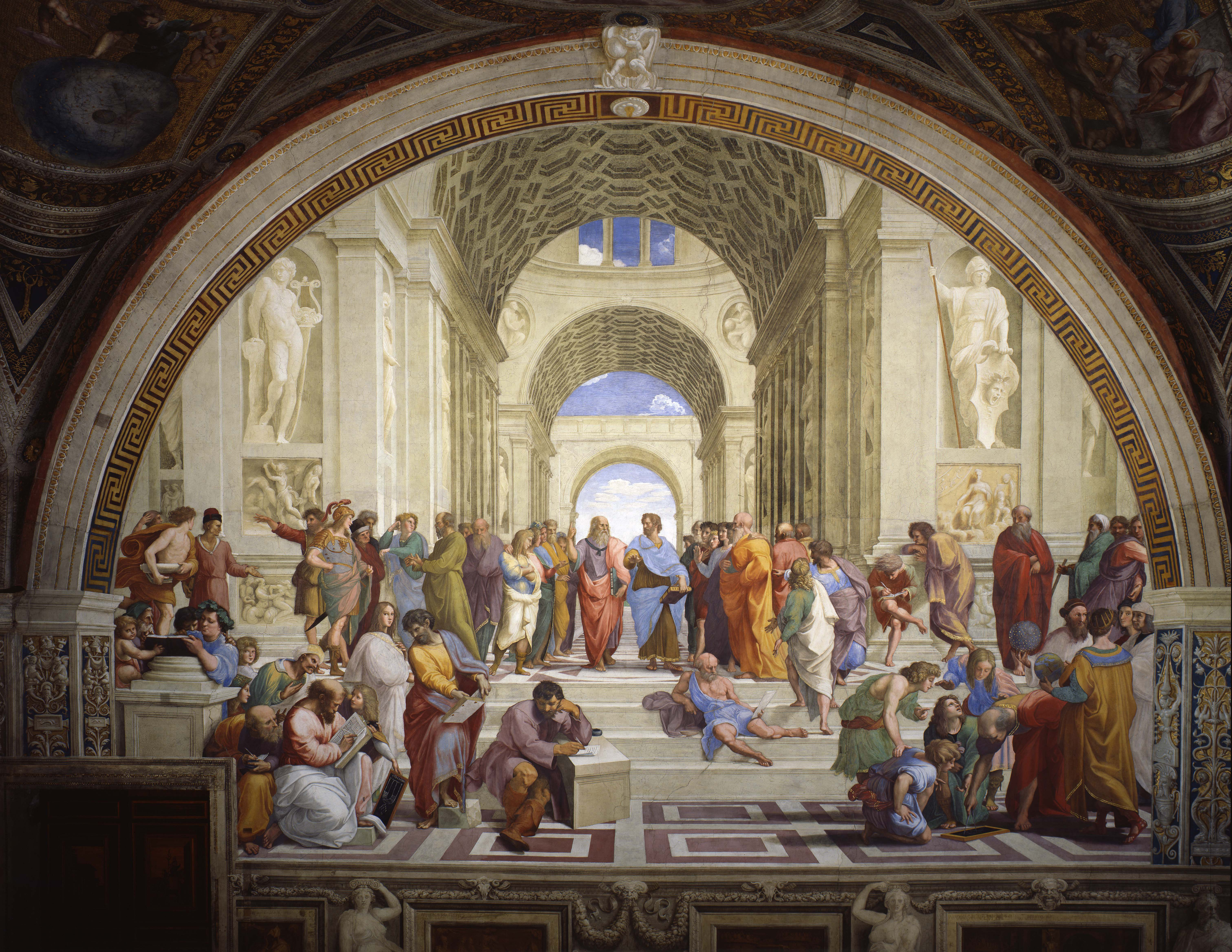
Die Schule von Athen (1510/1511), Stanza della Segnatura, Vatikan

Ab 1508 hielt er sich in Rom auf. Papst Julius II. hatte als Förderer der Künste den Baumeister Donato Bramante, den Bildhauer Michelangelo und den Maler Raffael in Rom zusammengeführt. Vasari berichtet, Raffael sei auf Empfehlung Bramantes, der wie Raffael aus Urbino stammte, dorthin gerufen worden. Dieser war damals unter Julius II. mit dem Neubau von Sankt Peter beauftragt worden.
In Rom traten bald die berühmtesten Männer, unter ihnen Graf Castiglione und Pietro Bembo, mit ihm in vertraute Verbindung, und die Päpste Julius II. und Leo X. ehrten ihn mit Auszeichnungen. Etliche berühmte Persönlichkeiten ließen sich vom Meister porträtieren, darunter Tommaso Inghirami, Graf Castiglione, Kardinal Bernardo Dovizi da Bibbiena, Papst Julius und Papst Leo. Daneben entstanden auch einige größere Altarbilder, so die Madonna di Foligno (1512) und – als letztes Hauptwerk – die Transfiguration (1518–1520). Sein Ruhm verbreitete sich in ganz Italien und zog zahlreiche Schüler herbei.
Raffael erhielt aber in Rom vor allem den Auftrag, im Apostolischen Palast die päpstlichen Gemächer (Stanzen) mit monumentalen Wandgemälden auszuschmücken. Es entstanden zwischen 1509 und 1517 seine berühmtesten Werke: in der Stanza della Segnatura etwa der Parnass, die Disputa del Sacramento und Die Schule von Athen, die die Künste, die Religion und die Philosophie preisen und als absolute Meisterwerke der Hochrenaissance angesehen werden, sowie in der Stanza di Eliodoro Die Messe von Bolsena, Die Vertreibung des Heliodor und Die Befreiung Petri, in denen religiöse Themen mit den politischen Ereignissen der Zeit in Verbindung gebracht werden. Daneben entwarf Raffael die Kartons für die Apostelteppiche der Sixtinischen Kapelle. Andere Wand- und Deckengemälde für die päpstlichen Gemächer malten im Auftrag von Papst Leo X. Raffaels Schüler.
1512 schuf Raffael auch sein berühmtestes Madonnenbild, die Sixtinische Madonna für den Hochaltar der Klosterkirche San Sisto in Piacenza (heute Dresden, Gemäldegalerie Alte Meister im Zwinger). Nach dem Tode von Papst Julius 1513 arbeitete der Maler mit seinen Schülern für Leo X. in den Stanzen und Loggien des Vatikans weiter. Der Künstler war aber nicht nur für den Papst tätig, sondern arbeitete in Rom auch für weltliche Auftraggeber wie den reichen Bankier Agostino Chigi (siehe unten).

### Kupferstiche mit Raimondi

Marcantonio Raimondi: Urteil des Paris (nach Raffael), um 1515/16, Kupferstich.

Etwa 1510 lernte Raffael in Rom den Kupferstecher Marcantonio Raimondi kennen, mit dem er in den folgenden Jahren intensiv zusammenarbeitete. Raimondi stellte in großer Zahl Stiche nach Zeichnungen, Kartons und Gemälden von Raffael her. Thematisch umfassten diese Werke Madonnen- und Heiligenbildnisse, biblische und mythologische Szenen aus der Antike. Diese Reproduktionen ließ Raffael gezielt anfertigen, um seine Werke einem größeren Publikum auch jenseits der Alpen zugänglich zu machen. Nicht zuletzt aufgrund dieser Drucke erlangte Raffael einen hohen Bekanntheitsgrad und eine verbreitete Wertschätzung. Manche Werke sind nur durch die Reproduktionen von Raimondi bekannt, ebenso wie Entwürfe zu Gemälden, die Raffael nie ausführte. Als Höhepunkt der Zusammenarbeit zwischen Raimondi und Raffael gilt Das Urteil des Paris.

### Dombaumeister in Rom
Nach dem Ableben Bramantes wurde Raffael 1514 dessen Nachfolger und zum Architekten und Bauleiter der neuen Peterskirche ernannt. Unter Raffaels Leitung wurde nur der Unterbau begonnen. Er vollendete jedoch den von Bramante begonnenen Hof von San Damaso im Vatikan. Auch fertigte er mehrere Pläne zu Privatgebäuden an, darunter auch zu seinem eigenen Haus im Borgo Nuovo.

### Arbeiten für weltliche Auftraggeber in Rom
Daneben führte er Aufträge für Agostino Chigi aus: Den Triumph der Galatea und die Dekorationen in der Loggia der Psyche sowie den – heute verschwundenen – Marstall in der Villa Farnesina und die Capella Chigi in der Kirche Santa Maria del Popolo.

### Zunehmende Mitwirkung von Schülern an Raffaels späteren Werken
Raffaels Aufgaben als Bauleiter des Petersdoms und als Aufseher über die Antiken ließen ihm kaum Zeit, seine späten Malwerke selbst anzufertigen, so dass er seine Aufträge überwiegend von seinen Mitarbeitern, im Falle der Villa Farnesina vor allem Raffaellino del Colle und Giulio Romano, ausführen ließ. Auch die Ausmalung der „Sala di Costantino“ im vatikanischen Palast überließ er größtenteils seinen Schülern.

### Letztes Gemälde

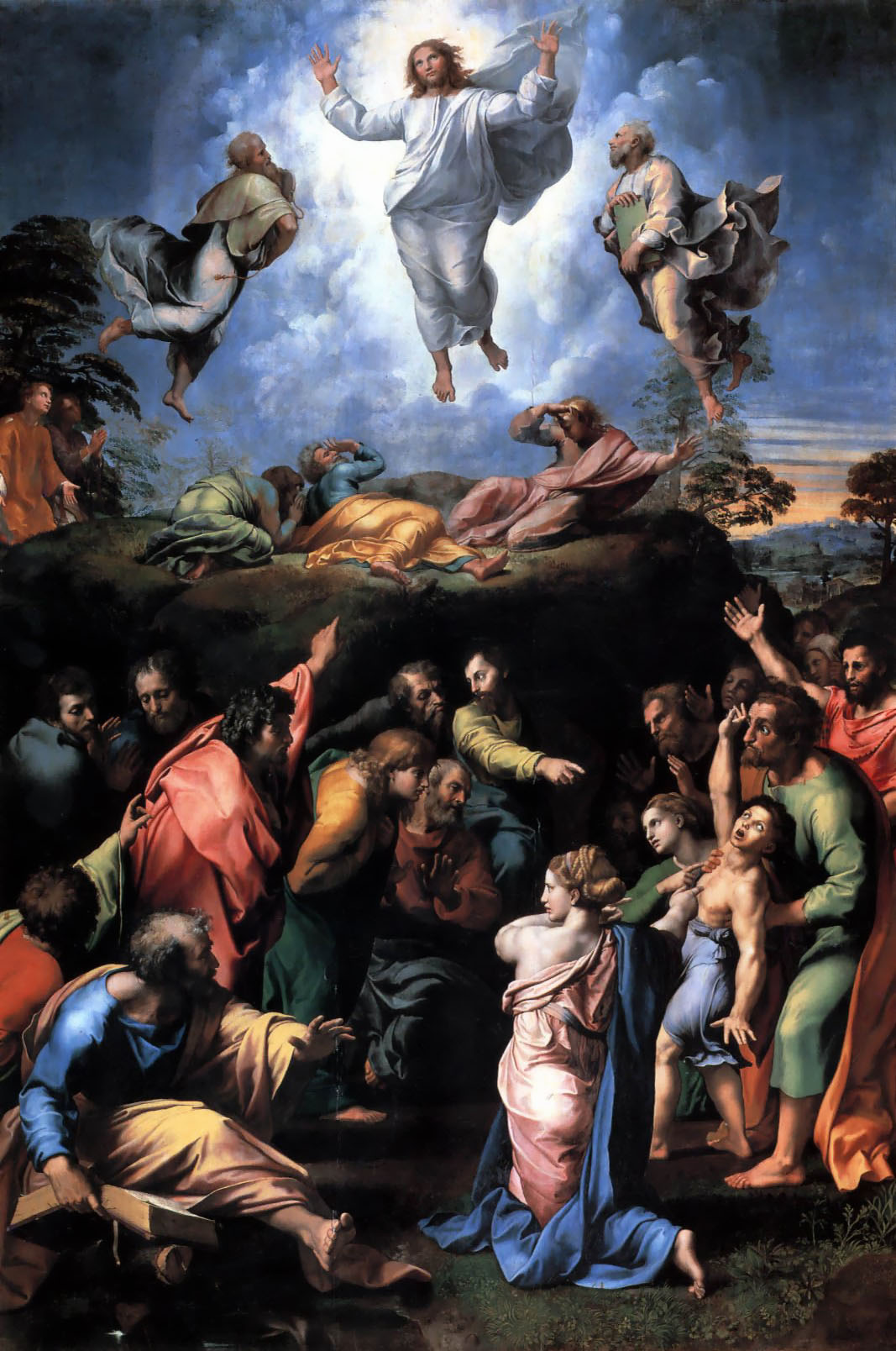
Verklärung Christi (1520), Raffaels letztes Werk

Sein letztes Meisterwerk, das er weitgehend eigenhändig malte, war die Verklärung Christi (Vatikanische Pinakothek).

### Privatleben
Raffael blieb unverheiratet, jedoch war er lange Zeit mit Maria da Bibbiena verlobt, einer Nichte des Kardinals Bernardo Dovizi da Bibbiena. Sie starb 1520. Seine Geliebte Margherita Luti ist unter dem Namen Fornarina bekannt. Sie war die Tochter eines Bäckers in Rom. Gewiss ist, dass Raffael sie in mehreren seiner Werke verewigt hat. Sie soll bis zu seinem Tod in seinem Haus in Rom gelebt haben.

### Früher Tod und Bestattung
Raffael starb am 6. April 1520, also bereits mit 37 Jahren, womöglich an einem Aderlass zur Kurierung einer Geschlechtskrankheit, die er sich bei seinen zahlreichen Affären mit Frauen zugezogen haben soll. Anderen Quellen zufolge starb er nach einem archäologischen Aufenthalt in Sumpfgebieten um Rom an Malaria. Eine dramatische Todesursache wie zum Beispiel die Pest wird von Historikern auch in Betracht gezogen, denn die damals üblichen Beerdigungsrituale wurden stark abgekürzt, um den Leichnam Raffaels schnellstens in Rom beizusetzen: Möglicherweise sollte so eine Ansteckung verhindert werden.
Diese Gerüchte, vor allem das von Giorgio Vasari verbreitete, sein unsittlicher Lebenswandel sei die Ursache seines frühen Todes gewesen, sind erst später aufgekommen. Zeitgenossen sprechen vielmehr mit hoher Achtung von seinem sittlichen Charakter. Dass er sich durch seine rastlose geistige und körperliche Tätigkeit im Übermaß überanstrengt hatte, scheint allerdings eher fraglich zu sein.

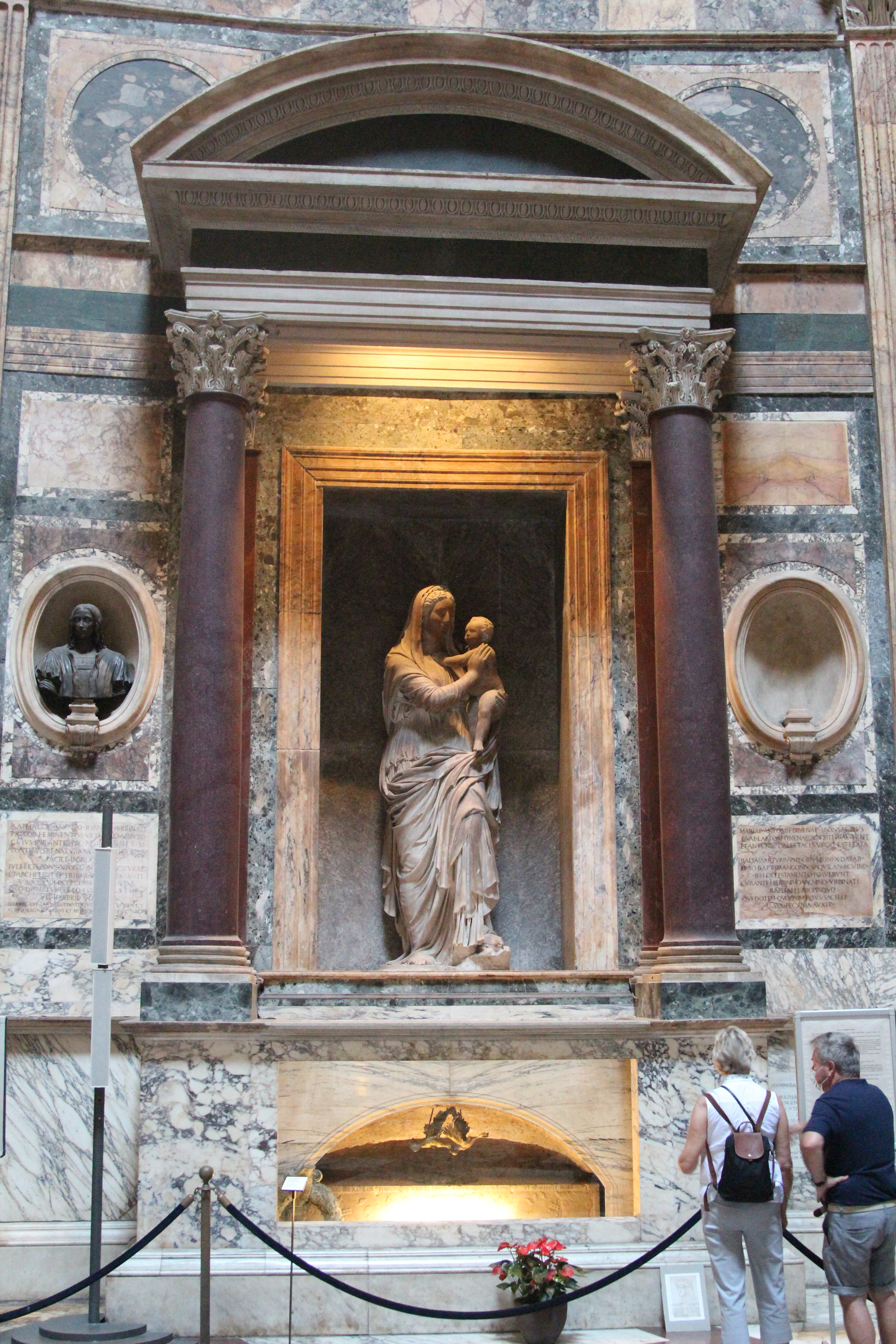
Grabmal Raffaels im Pantheon mit der Madonna del Sasso, den beiden Inschriftentafeln links und rechts davon und dem Sarkophag darunter

Raffael wurde auf eigenen Wunsch im Pantheon bestattet, das seit dem Frühmittelalter zur Kirche Santa Maria ad Martyres umgeweiht war. Das Grab schmückt seitdem eine Marmorstatue der heiligen Jungfrau, die sogenannte Madonna del Sasso des Künstlers Lorenzetto. Das Grabmal selbst geriet jedoch nach Raffaels Tod in Vergessenheit und wurde erst 1833 unter Papst Gregor XVI. wiederentdeckt. Gregor veranlasste eine repräsentative Neubestattung. Die Grabinschrift für Raffael schließt mit einem Distichon, das Gregor auch auf dem Sarkophag anbringen ließ, der für die Neubestattung verwendet wurde. Es lautet:

“Ille hic est Raphael, timuit quo sospite vinci, rerum magna parens et moriente mori.”

„Hier ist jener Raffael, von dem die große Mutter der Dinge [= die Natur] fürchtete übertroffen zu werden, solange er lebte, und zu sterben, als er starb.“

### Einfluss auf die Renaissance
Neben der Malerei beschäftigte sich Raffael auch mit der Architektur. Von ihm stammen zahlreiche Entwürfe und Architekturzeichnungen für sakrale und profane Bauten in Rom. Leonardo da Vinci, Michelangelo und er waren als Architekten am Ausbau des Vatikanischen Palastes beteiligt. Raffael war einer der bedeutendsten Künstler in der Hochrenaissance. Santi durfte im Auftrag des Papstes drei Zimmer im Vatikanischen Palast bemalen. Auch in der Sixtinischen Kapelle ist Raffaels Einfluss meist deutlich erkennbar.

## Bewertung seines künstlerischen Schaffens

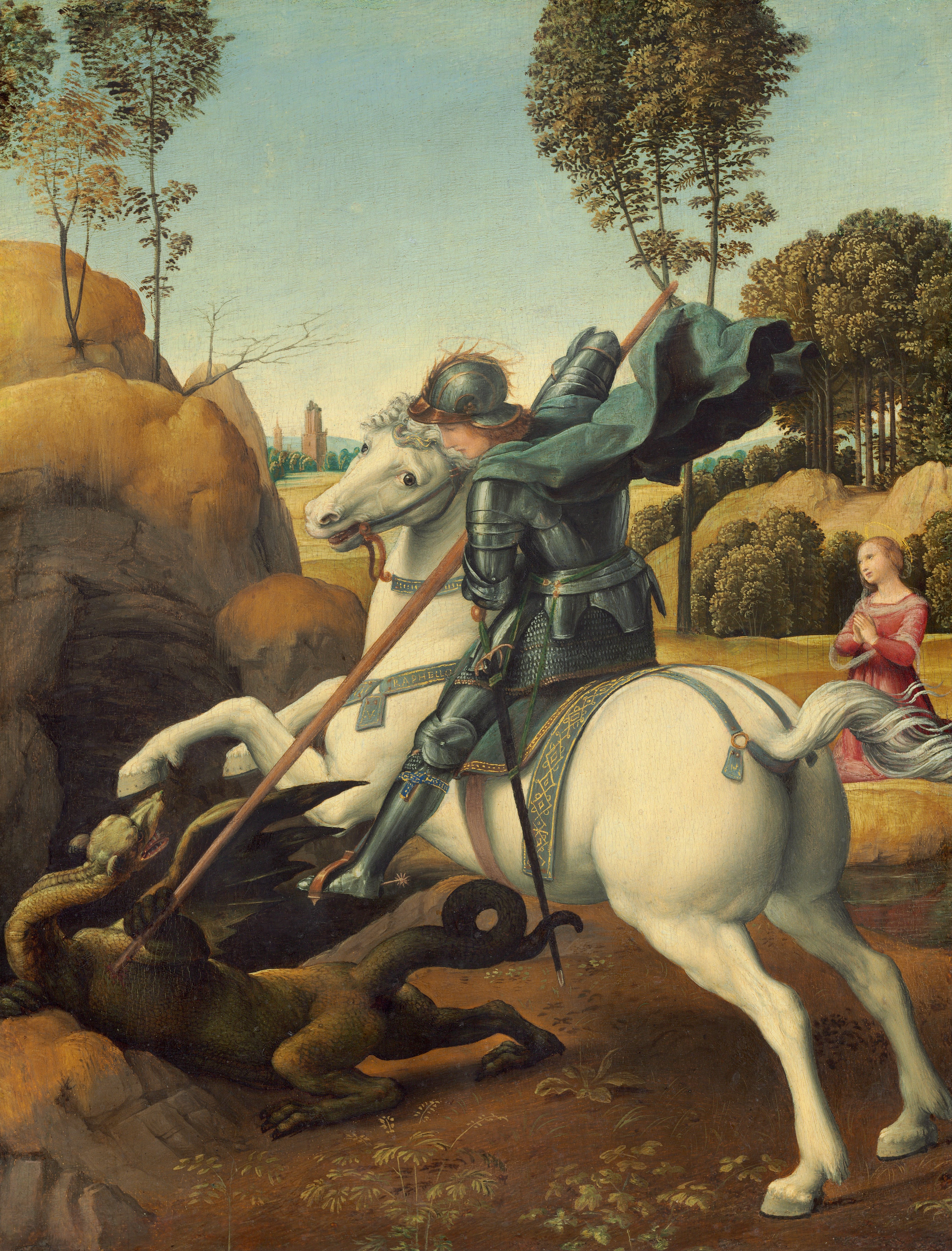
Der heilige Georg im Kampf mit dem Drachen (1504–1506), National Gallery of Art, Washington

Raffaels Werk galt ganz dem Ideal der Schönheit. Für ihn besitzt die Kunst, vor allem anderen, ästhetischen Wert, Schönheit findet sich in der Natur nur unvollkommen und verstreut wieder. Nur die Kunst ist imstande die Schönheit „ganz zu offenbaren und sie aufgrund einer intellektuellen Synthese von Erfahrungen, durch die ‚certa idea‘ des Künstlers, zu verwirklichen.“
Das damals neu formulierte Kunstideal, „das Schönheit und Wahrheit mit der Autorität der klassisch-antiken Tradition und wissenschaftlichen Grundlagen verband, wurde zur Norm und sollte über die gesamte Stilentwicklung der Neuzeit bis in die jüngeren Jahrzehnte unerschüttert bleiben.“
In seiner ersten künstlerischen Schaffensperiode in Florenz von 1504 bis 1507 setzte Raffael sich mit allen zeitgenössischen Einflüssen auseinander. Vor allem mit Leonardo, Fra Bartolommeo und Michelangelo. Die Bemühungen um eine eigene Formensprache zeigen sich in den Madonnenbildern und religiösen „Zustandsbildern“ dieser Jahre.
In seiner zweiten Schaffensperiode in Rom 1508 bis 1513 erfolgte die gestalterische Erfüllung der Hochrenaissance-Idee, vor allem in der Ausmalung der vatikanischen Stanzen.
Gegen Ende seines Lebens vertiefte Raffael die Formprobleme noch weiter, zu sehen in der Ausmalung der Loggien des Vatikans und in den von ihm entworfenen Fresken der Villa Farnesina, die mit höchster antikischer Heiterkeit ausgeführt sind.
Raffael, vom Typus her ein glücklicher und unproblematischer Realisator, hat in seinem Leben eine Fülle naturhaft gewachsener Meisterwerke geschaffen. Die ländliche Umgebung Urbinos hat sein Jugendwerk mit innigem Ausdruck geprägt. In Rom erlangte seine Kunst eine bedeutsame Wendung „ins Freie und Große und trat aus der jugendlich-heiteren, spielerisch-leichten Frührenaissance in das volle Gewicht der Hochrenaissance.“

## Schüler Raffaels
Raffael hinterließ eine große Schar von Schülern und Mitarbeitern, wobei Raffaellino del Colle, Giulio Romano und Giovanni Francesco Penni, genannt Il Fattore, die schöpferischsten Größen waren. Andere Schüler, namentlich diejenigen, die mit Raffael erst in Verbindung traten, als sie schon ihre erste künstlerische Bildung erworben hatten, waren Benvenuto Carosalo, Gaudenzio Ferrari und Timoteo Viti. Ein weiterer durch Talent und Produktionsgabe ausgezeichneter Schüler war Perino del Vaga.
Da nach dem Tod von Leo X. im Jahre 1521 die Künstler keine Beschäftigung mehr fanden, erlosch Raffaels Schule. Durch die 1527 erfolgte Plünderung Roms zerstreuten sich die noch zurückgebliebenen Schüler vollends.

## Werke (Auswahl)
| Bild | Titel                                             | Wann entstanden | Größe, Material                                              | Ausstellung/Sammlung/Besitzer                                                     |
| ---- | ------------------------------------------------- | --------------- | ------------------------------------------------------------ | --------------------------------------------------------------------------------- |
|      | Auferstehung Christi                              | 1499–1502       | 52 × 44 cm, Öl auf Holz                                      | Museu de Arte de São Paulo, São Paulo                                             |
|      | Pala vom seligen Nikolaus von Tolentino (Raffael) | um 1500/1501    | 31 × 27 cm, 51 × 41 cm, 112 × 75 cm, 57 × 36 cm, Öl auf Holz | Museo di Capodimonte, Neapel; Louvre, Paris; Pinacoteca Tosio Martinengo, Brescia |
|      | Oddi-Altar – Die Krönung der Jungfrau             | 1502–1503       | 267 × 163 cm, Öltempera auf Holz auf Leinwand gezogen        | Vatikanische Pinakothek, Rom                                                      |
|      | Die Verkündigung (Oddi-Altar)                     | 1502–1503       | 27 × 50 cm, Öltempera auf Holz                               | Vatikanische Pinakothek, Rom                                                      |
|      | Die Anbetung der Könige (Oddi-Altar)              | 1502–1503       | 27 × 50 cm, Öltempera auf Holz                               | Vatikanische Pinakothek, Rom                                                      |
|      | Darstellung im Tempel (Oddi-Altar)                | 1502–1503       | 27 × 50 cm, Öltempera auf Holz                               | Vatikanische Pinakothek, Rom                                                      |
|      | Madonna Connestabile                              | 1502–1504       | 17,9 × 17,9 cm, Öltempera auf Holz auf Leinwand gezogen      | Eremitage, Sankt Petersburg                                                       |
|      | Madonna Norton Simon                              | etwa 1503       | 55 × 45 cm, Öl auf Holz                                      | Norton Simon Museum, Pasadena (Kalifornien)                                       |
|      | Vermählung Mariä                                  | 1504            | 170 × 117 cm, Öl auf Holz                                    | Pinacoteca di Brera, Mailand                                                      |
|      | Vision eines Ritters                              | 1504            | 17,1 × 17,1 cm, Eitempera auf Pappelholz                     | National Gallery, London                                                          |
|      | Die Heilige Familie mit dem Lamm                  | 1504            | 32 × 22 cm, Öl auf Holz                                      | Privatbesitz                                                                      |
|      | Pala Colonna                                      | 1502–1505       | 172,4 × 172,4 cm, 64,8 × 171,5 cm, Öl und Gold auf Holz      | Metropolitan Museum of Art, New York, Inv. Nr. 16.30ab                            |
|      | Der hl. Georg im Kampf mit dem Drachen            | 1504–1506       | 28,5 × 21,5 cm, Öl auf Holz                                  | National Gallery of Art, Washington D. C.                                         |
|      | Madonna del Granduca                              | 1505            | 84 × 55 cm, Öl auf Holz                                      | Palazzo Pitti, Florenz                                                            |
|      | Selbstporträt                                     | 1505/1506       | 45 × 33 cm, Öl auf Holz                                      | Palazzo Pitti, Florenz                                                            |
|      | Bildnis des Agnolo Doni                           | etwa 1506       | H 63 × 45 cm, Öl auf Holz                                    | Uffizien, Florenz                                                                 |
|      | Bildnis der Maddalena Doni                        | etwa 1506       | H 63 × 45 cm, Öl auf Holz                                    | Uffizien, Florenz                                                                 |
|      | Cristo benedicente                                | etwa 1506       | H 31,7 × B 25,3 cm, Öl auf Holz                              | Pinacoteca Tosio Martinengo, Brescia                                              |
|      | Madonna del Cardellino                            | etwa 1506       | 107 × 77 cm, Öl auf Holz                                     | Galleria degli Uffizi, Florenz                                                    |
|      | Madonna im Grünen                                 | 1505/1506       | 113 × 88 cm, Öl auf Holz                                     | Kunsthistorisches Museum Wien                                                     |
|      | Grablegung Christi (Pala Baglioni)                | 1507            | 184 × 176 cm, Öl auf Holz                                    | Galleria Borghese, Rom                                                            |
|      | Die schöne Gärtnerin                              | 1507–1508       | 122 × 80 cm, Öl auf Pappelholz                               | Musée National du Louvre, Paris                                                   |
|      | Madonna Tempi                                     | etwa 1508       | 75 × 51 cm, Öl auf Holz                                      | Alte Pinakothek, München                                                          |
|      | Madonna Esterházy                                 | 1508            | 29 × 21 cm, Öl auf Holz                                      | Szépművészeti Múzeum, Budapest                                                    |
|      | Alba Madonna                                      | 1510            | 94,5 × 94,5 cm, Öl auf Holz auf Leinwand gezogen             | National Gallery of Art, Washington, D.C.                                         |
|      | Die Schule von Athen                              | 1510–1511       | 500 × 770 cm, Fresko                                         | Stanzen des Raffael, Vatikanische Museen, Rom                                     |
|      | Sixtinische Madonna                               | 1512/1513       | 256 × 196 cm, Öl auf Leinwand                                | Gemäldegalerie Alte Meister, Dresden                                              |
|      | Madonna della Seggiola                            | 1513–1514       | 71 × 71 cm, Öl auf Holz                                      | Palazzo Pitti, Florenz                                                            |
|      | Porträt eines jungen Mannes                       | um 1514         | 76,8 × 60,8 cm                                               | seit 1945 verschollen; bis 1939 Czartoryski-Museum, Krakau                        |
|      | Transfiguration (Verklärung Christ)               | 1516–1520       | 405 × 278 cm, Öltempera auf Kirschbaumholz                   | Vatikanische Museen, Rom, Inv. Nr. 333                                            |
|      | Porträt von Papst Leo X.                          | 1517–1519       | 155,5 × 119,5 cm, Öl auf Holz                                | Uffizien, Florenz                                                                 |
|      | La Fornarina                                      | 1519–1520       | 85 cm × 60 cm, Öl auf Holz                                   | Galleria Nazionale d’Arte Antica im Palazzo Barberini, Rom                        |
|      | Madonna della Rosa                                | 1518–1520       | 103 × 84 cm, Öl auf Holz                                     | Museo del Prado, Madrid                                                           |
|      | Selbstporträt mit einem Freund                    | 1518–1520       | 99 × 83 cm, Öl auf Leinwand                                  | Musée du Louvre, Paris                                                            |

### Nachbildungen
Eine umfangreiche Sammlung von über fünfzig Werkekopien Raffaels, zum Teil aus der Sammlung Friedrich Wilhelms III., befindet sich im „Raffaelsaal“ des Orangerieschlosses in Potsdam. Die Nachbildungen haben überwiegend Originalgröße. Lediglich die Fresken, wie Die Schule von Athen, entstanden in verkleinerter Ausführung.

### Bauten
- 1514: Nach dem Tod von Bramante wird Raffael Baumeister von St. Peter, seine weiterführenden Arbeiten werden durch spätere Eingriffe weitgehend zerstört
- Um 1515: Sant’Eligio degli Orefici Entwurf, erheblich verändert fertiggestellt
- Um 1513/1514: Palazzo Pandolfini in Florenz, Entwurf von Raffael, Ausführung durch Giovanfrancesco und Bastiano da Sangallo
- Um 1515 begonnen: Capella Chigi in Santa Maria del Popolo in Rom, Planung von Raffael, von Gian Lorenzo Bernini vollendet
- 1518–1520: Villa Madama in Rom, Entwurf und Beginn der Ausführung, nicht vollendet
- 1520 vollendet: Palazzo Branconio dell’Aquila; später zerstört, Fassade in einer Zeichnung überliefert

## Gedenken

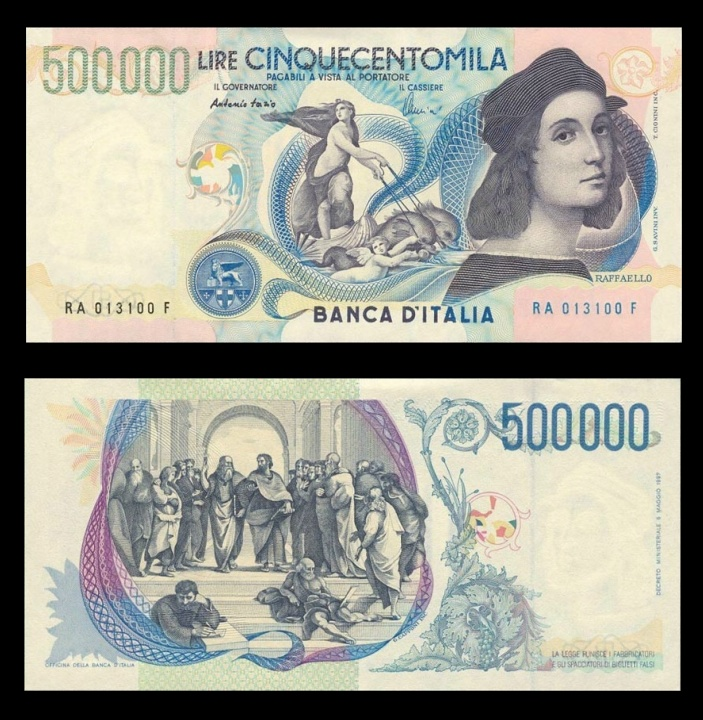
Raffael und Die Schule von Athen auf der italienischen 500.000-Lire-Banknote

Raffael und Die Schule von Athen wurden auf der italienischen 500.000-Lire-Banknote abgebildet, die von der Banca d’Italia zwischen 1997 und 2001 ausgegeben wurde.
In Urbino befindet sich ein Raffael-Denkmal.

## Film
- Ann Turner: Raffaello. 177 Min., Arthaus Musik GmbH 2008 (1983), ISBN 978-3-939873-22-8.